# Coupe de l'UFOA 1991
Navigation
Édition précédente Édition suivante
La Coupe de l'UFOA 1991 est la quinzième édition de la Coupe de l'UFOA, qui est disputée par les meilleurs clubs d'Afrique de l'Ouest non qualifiés pour la Coupe des clubs champions africains ou la Coupe d'Afrique des vainqueurs de coupe.
Toutes les rencontres sont disputées en matchs aller et retour. Cette compétition voit le sacre du club de l'Africa Sports de Côte d'Ivoire qui bat les Nigérians de Lobi Bank en finale.

## Premier tour
| Équipe 1                | Résultat      | Équipe 2      | Aller | Retour |
| ----------------------- | ------------- | ------------- | ----- | ------ |
| ASFAG Conakry           | 1 - 1e        | RC Kadiogo    | 1 - 1 | 0 - 0  |
| Buffles du Borgou       | 0 - 11        | Africa Sports | 0 - 7 | 0 - 4  |
| AS Real Bamako          | 2 - 2 3-4 tab | ETICS Thiès   | 1 - 1 | 1 - 1  |
| Entente II Lomé         | 3 - 0         | Zumunta AC    | 1 - 0 | 2 - 0  |
| Ranchers Bees           | 2 - 3         | Okwahu United | 2 - 1 | 0 - 2  |
| abandon ASEC Nouadhibou | 2 - 3         | Lobi Bank     | 1 - 4 | -      |
| (T) ASEC Abidjan        | -             | exempt        | -     | -      |

## Quarts de finale
| Équipe 1         | Résultat      | Équipe 2        | Aller | Retour |
| ---------------- | ------------- | --------------- | ----- | ------ |
| (T) ASEC Abidjan | 2 - 3         | Okwahu United   | 2 - 0 | 0 - 3  |
| ETICS Thiès      | 2 - 2 5-6 tab | Africa Sports   | 2 - 0 | 0 - 2  |
| RC Kadiogo       | 3 - 4         | Entente II Lomé | 3 - 2 | 0 - 2  |
| Lobi Bank        | -             | exempt          | -     | -      |

## Demi-finales
| Équipe 1      | Résultat | Équipe 2        | Aller | Retour |
| ------------- | -------- | --------------- | ----- | ------ |
| Africa Sports | 4 - 1    | Okwahu United   | 3 - 0 | 1 - 1  |
| Lobi Bank     | 4 - 2    | Entente II Lomé | 3 - 0 | 1 - 2  |

## Finale
| Équipe 1  | Résultat | Équipe 2      | Aller | Retour |
| --------- | -------- | ------------- | ----- | ------ |
| Lobi Bank | 2 - 3    | Africa Sports | 1 - 1 | 1 - 2  |